# ۱۰۱۶ (خورشیدی)
۱۰۱۶ هزار و شانزدهمین سال هجری خورشیدی است.